# Війна Коньякської ліги
Війною Коньякської ліги (1526—1530) прийнято називати частину Італійських війн, пов'язану з організацією так званої Коньякської (або Коньячної) ліги та її боротьбою проти Іспанського домінування в Італії. Проти Карла V Габсбурга та його могутньої імперії боролись Франція в союзі з папою Климентом VII, Англією, Венецією, Флоренцією, Міланом. Ця війна ще більше продемонструвала силу Іспанії та укріпила її домінування на Апеннінах.

## Передумови
Величезна імперія Карла V розширювалась. З самого початку свого правління (1519) він заявляв права на Мілан та Бургундію. Зупинити розширення імперії Карла взявся король Франції Франциск I. У 1521 році розгорнулась нова, четверта за ліком, Італійська війна. Папа підтримав Карла. Французи були розбиті під Бікокком, вирішальна битва при Павії завершилась розгромом французів та взяттям у полон Франциска I. В Мадриді між Францією та Іспанією було підписано мир, за яким Карл отримував права на Бургундію, Артуа й Фландрію, а Франциск відмовлявся від усіх зазіхань на Італію.
Напруження зростало. Папа Климент VII припинив підтримувати Карла, оскільки теж остерігався можливих наслідків розширення Габсбурзької імперії на Апеннінах. Після завершення чергової італійської війни та підписання мирної угоди в Мадриді король Франції Франциск I повернувся додому, віддавши як заручників своїх синів імператору Карлу V.
Разом з тим було видно, що переможці виснажені і що їм не вистачає коштів на продовження бойових дій. Припинення боротьби між Францією та Іспанією додало натхнення італійцям. З ініціативою об'єднання італійських сил виступила Венеція. 6 березня 1525 року сенат ухвалив рішення «змусити папу зайнятись заспокоєнням та єдністю Італії». За кілька днів венеційський посол мав таємну нараду із Джироламо Мороне — першим міністром міланського герцога Франческо II Сфорци — про створення таємного союзу проти іспанців. До цього союзу сподівались залучити не лише Папу, але й французів. Полководцем мав стати Пескара, італієць за походженням, йому пообіцяли неаполітанську корону. Але план провалився. Пескара заарештував Мороне й віддав під суд. Міланського герцога позбавили влади, а герцогство приєднали до іспанських володінь.
Ці невдачі призупинили створення антиіспанської ліги, але смерть Пескари та звільнення з полону Франциска I, дали поштовх перемовинам.

### Склад та мета ліги
22 травня 1526 року було сформовано Коньякську лігу (за назвою міста Коньяк). До цієї ліги увійшли Франція, Папська область на чолі з папою Климентом, що перейшов на бік французів, а також Венеційська республіка, Міланське герцогство, Англія, Флоренція. Первинно на бік Франції встала й Генуя з генуезьким флотом на чолі з Андреа Доріа.
На меті Коньякська ліга мала звільнення Північної Італії від військ Карла V, відторгнення від Іспанії Неаполя та звільнення синів короля Франциска, залишених при іспанському дворі як гарантії виконання умов Мадридської угоди.
В цій лізі французи виступали як союзники, й за допомогу французький король отримував протекторат над Генуєю та фортецю Асті. Карл залишався королем Неаполя, але як папський васал. Мілан повертався Сфорці.
Основу Ліги мали скласти італійці. Наступ вирішили розпочати двома арміями — венеційською та папською, й звільнити Ломбардію. Але ще до початку військових дій у лавах коаліціянтів спалахнули суперечки. Папа посперечався із флорентійцями з приводу майбутнього розподілу території Сієнської республіки. Суперечка ж між Папою та Венецією виникла через долю Феррари.

## Бойові дії

### Ломбардія
Військам Ліги вдалось швидко захопити місто Лоді в італійських володіннях Іспанії, однак їх просування в Ломбардію було зупинено. Іспансько-імперська армія Карла зайняла Ломбардію й узяла Мілан, змусивши герцога Франческо Сфорцу відмовитись від свого володіння.
Представники італійського роду Колонна, між тим, організували напад на Рим, розбивши там війська Папської області та встановивши контроль над містом. Однак невдовзі війська Колоннів були розбиті, й вони були змушені залишити Рим.

### Рим
Карл V, тим часом, зібрав нову армію ландскнехтів, яку очолив Георг фон Фрундсберг. Іспанську армію очолив екс-конетабль Франції Карл III де Бурбон, вигнаний Франциском з Франції. Дві армії з'єднались поблизу П'яченци й рушили в напрямку Рима. На чолі своїх загонів в цій армії стояли також Фабриціо Марамальдо, Ферранте Гонзага, Філіберт де Шалон Оранський.
У Флоренції спалахнуло повстання проти роду Медичі. Папа Климент був зайнятий цим повстанням і не встиг підготувати оборону своєї столиці. 6 травня 1527 року почалась облога Рима. Казна Іспанії була спустошена, і воїни, не отримавши платні, прагнули будь-що поповнити свій статок. Проти іспансько-імперського війська вийшла швейцарська гвардія та близько 5000 ополченців, яких вів Ренцо да Чері. Ключовим моментом стало вбивство Карла де Бурбона, скоєне, за легендою, Бенвенуто Челліні. Після нього іспансько-імперські війська і ландскнехти увірвались до міста й піддали його небувалому пограбуванню.
Папу Климента було взято у полон та ув'язнено у замку Святого Янгола й випущено, коли той заплатив небувалу на ті часи суму в 400 тисяч дукатів. Папа відмовився від зазіхань на Парму, П'яченцу і Модену. Пограбування Рима повергло в шок європейців, навіть лютерани висловились проти цієї дії. Політичний престиж Рима був надовго й дуже сильно підірваний.

### Неаполь
Пограбування Рима й фактичний вихід з війни папи Климента, побудили до рішучих дій французів. 30 квітня 1527 року Франциском I та Генріхом VIII Англійським було підписано Вестмінстерську угоду, яка передбачала об'єднання їхніх зусиль проти Карла. Нарешті переконавши Англію увійти до Коньячної ліги, Франциск відрядив війська під командуванням де Лотрека і Педро Наварро через Геную до Неаполя. В Генуї до французів приєднався Андреа Доріа, який вирушив разом з ними та генуезьким флотом. У 1528 році іспанський флот на чолі з Уго де Монкада був заблокований в гавані Неаполя французьким флотом на чолі з генуезцем Філіппіно Доріа, племінником Андреа Доріа, та венеційцем П'єтро Ландо. У головній морській битві всієї Війни Коньякської ліги, Монкада намагався вирватися з блокади, що оточувала Неаполь, але усі кораблі флоту Монкади були потоплені або захоплені, а сам Монкада загинув у битві.
Однак знову все було проти французів. Спочатку в їхньому таборі спалахнула чума, що забрала життя багатьох солдат і командирів. У 1528 році в битві при Ландріано іспанські війська здобули впевнену перемогу. Невдовзі антифранцузький заколот спалахнув у Генуї. Найцікавіше, що заколот очолив сам Андреа Доріа, невдоволений тим, як його оцінив Франциск I. Доріа перейшов на бік іспанського імператора й змусив капітулювати французький гарнізон в Савоні.
Франциск вимушений був зняти облогу й вивести війська з Італії.

### Камбрейський мир та Болонська угода з папою
Поразки французів змусили Франциска I підписати з Карлом V угоду. Перемовини почались в липні 1529 року в місті Камбре. Первинно вони проводились між Луїзою Савойською, матір'ю Франциска та Маргаритою Австрійською, тіткою Карла (тому він відомий як Дамський мир), оскільки Карл незадовго до цього відправився з Барселони до Італії.
Умови угоди повторювали умови Мадридського миру 1526 року. Артуа, Фландрія та Турне закріплювались за Іспанією, затверджувалась гегемонія Карла в Італії (хоча Карл відмовився від зазіхань на Бургундію). Франція зобов'язалась виплатити два мільйони екю за звільнення синів Франциска дофіна Франциска та принца Генріха. Остаточно угоду було підписано 5 серпня. Франція вийшла з війни, залишивши Папську область, Венецію і Флоренцію одних проти могутньої Іспанії.
Після підписання угоди Карл прибув до Генуї, а потім підступив до Болоньї, щоб зустрітись з папою. Климент мав звільнити полонених при взятті Рима й коронувати Карла V короною імператора Священної Римської імперії. У відповідь на це Карл повернув папі Равенну і Червіа. Венеційські міста разом з володіннями в Апулії змушені були здатись Карлу, щоб той дозволив їм зберегти те, що вони здобули у битві при Маріньяно 15 років тому. Окрім того, Франческо Сфорці було дозволено повернутись і знову очолити Міланське герцогство за суму в 900 тисяч ескудо.
Проти Іспанії продовжувала битись тільки Флорентійська республіка.

### Флоренція
У 1529 році іспансько-імперські війська під командуванням принца Оранського Філіберта де Шолона взяли в облогу Флоренцію. Флорентійським військом командував Франческо Феруччі. 3 серпня 1530 року іспансько-імперські війська здобули перемогу в останній битві цієї війни — при Гавінані. В цій битві і Філіберт Оранський, і Франческо Феруччі загинули. За 10 днів, Флоренція здалась.
Підсумок війни для флорентійців був сумним. Багатьох республіканців було страчено, а Флорентійську республіку було скасовано, було скасовано і флорентійську конституцію. Флорентійці погодились на повернення роду Медічі й на те, щоб Флоренцію очолив Алессандро Медічі, якого було проголошено герцогом. Це поклало край флорентійським республіканським традиціям.

## Наслідки
Утворення Коньякської ліги мало наслідком нову війну, яка також стала невдалою для союзників. Крім того, вона вкотре показала закономірність домінування іспанців у Європі на той час.
Внаслідок війни французам все ж довелось виконати умови Мадридської угоди. А імперія Габсбургів ще більше посилила свої позиції в регіоні.